# Кріс Роглес
Кріс Роглес (англ. Chris Rogles, нар. 22 січня 1969, Сент-Луїс) — колишній американський хокеїст, що грав на позиції воротаря.

## Ігрова кар'єра
Хокейну кар'єру розпочав 1989 року виступами за університетську команду Кларксона.
З 1993 по 1997 виступав за клуб ІХЛ «Індіанаполіс Айс» та шведський команду ХК «Троя-Юнгбю».
Сезон 1997/98 провів у складі «Дюссельдорф».
З 1998 по 2001 захищав кольори клубу «Кассель Хаскіс».
У 2001 укладає чотирирічний контракт із клубом ДХЛ «Кельнер Гайє» у складі якого стає чемпіоном Німеччини 2002 року.
Завершив кар'єру гравця відігравши три сезони в клубі «Вольфсбург» у 2008 році.

## Досягнення
- Найкращий воротар Німецької хокейної ліги — 1999.
- Чемпіон Німеччини в складі «Кельнер Гайє» — 2002.